# Шварцау-им-Шварцауталь
Шварцау-им-Шварцауталь (нем. Schwarzau im Schwarzautal) — коммуна в Австрии, в федеральной земле Штирия. 
Входит в состав округа Фельдбах.  Население составляет 665 человек (на 31 декабря 2005 года). Занимает площадь 10,49 км².

## Политическая ситуация
Бургомистр коммуны — Франц Гросшедль (АНП) по результатам выборов 2005 года.
Совет представителей коммуны (нем. Gemeinderat) состоит из 9 мест.
- АНП занимает 9 мест.